# Rajec Szlachecki (Radom)
Rajec Szlachecki – osiedle we wschodniej części Radomia.
Według Systemu Informacji Miejskiej osiedle obejmuje obszar ograniczony ulicą Północną, granicami działek, ulicą Potkańskiego, ulicą
Kozienicką, granicą miasta, granicami działek, aleją Wojska Polskiego, rondem Popiełuszki (bez terenu ronda), ulicą Kozienicką i granicami działek. Rajec Szlachecki graniczy od północy z osiedlem Stara Wola Gołębiowska, od wschodu – Rajec Poduchowny, zaś od zachodu – Gołębiów.
W rejestrze TERYT Rajec Szlachecki wydzielony jest jako część miasta z identyfikatorem SIMC 1067087.